# H-III

Família de foguetes H-III

H-III (HX) é um sistema de lançamento descartável em desenvolvimento no Japão. Os foguetes H-III serão de combustível líquido e boosters de combustível sólido e estão planejados para serem lançados a partir do Centro Espacial de Tanegashima, no Japão. A Mitsubishi e a JAXA tem sido os principais responsáveis pela concepção, fabricação e operação do H-III.
O H-III (sem boosters) é capaz de transportar uma carga útil de até 2.100 kg para a órbita de transferência geoestacionária, em comparação com a carga de 4.000-6.000 kg de capacidade do H-IIA. Seu desempenho para órbita terrestre baixa é de 3000 kg a 800 km de altura em órbita Sol-síncrona. O primeiro H-III sem boosters está previsto para lançamento em 2020 e com boosters somente em 2021.